# Айла Блер
Айла Блер (англ. Isla Blair; нар. 29 вересня 1944, Бенґалуру, Індія) — британська акторка.

## Життєпис
Блер народилася в шотландській родині чайного плантатора Яна Бакстера Блера і Барбари Вайолет Блер. Її шестирічною разом із старшою сестрою відправили на навчання в інтернаті до Шотландії. 
У 1963 році вона закінчила Королівську академію драматичного мистецтва.
У 1968 році одружилася з актором Джуліаном Гловером. Має сина Джемі Гловера, який також актор.

## Кар'єра
Акторську кар'єру почала у 1963 році з театральної вистави «Веселий випадок по дорозі на Форум». У 1964 знялась з Полом Маккартні у фільмі «Вечір важкого дня».
За свою акторску кар'єру Ісла зіграла ролі в «Будинок жахів доктора Терора», «Смак крові Дракули», «Індіана Джонс і останній хрестовий похід», «Агент Джонні Інгліш: Перезапуск» та інших.
Також Ісла Блер займається озвучуванням аудіокниг.

## Фільмографія
| Рік  |    | Українська назва                           | Оригінальна назва                  | Роль          |
| ---- | -- | ------------------------------------------ | ---------------------------------- | ------------- |
| 1964 | ф  | «Вечір важкого дня»                        | A Hard Day's Night                 | актриса       |
| 1965 | ф  | «Будинок жахів доктора Терора»             | Dr. Terror's House of Horrors      | дівчина       |
| 1968 | ф  |                                            | A Flea in Her Ear                  | Антуанетта    |
| 1969 | ф  | «Битва за Британію»                        | Battle of Britain                  | дружина Мура  |
| 1970 | ф  | «Смак крові Дракули»                       | Taste the Blood of Dracula         | Люсі Пекстон  |
| 1974 | тф | «Кентервільський привид»                   | The Canterville Ghost              | Леді Статфілд |
| 1989 | ф  | «Індіана Джонс і останній хрестовий похід» | Indiana Jones and the Last Crusade | місіс Донован |
| 1990 | тф | «Острів скарбів»                           | Treasure Island                    | місіс Гокінс  |
| 2000 | с  | «Таємниці місіс Бредлі»                    | The Mrs Bradley Mysteries          | Міртлі Квінсі |
| 2011 | ф  | «Агент Джонні Інгліш: Перезапуск»          | Johnny English Reborn              | Ширлі         |